# Nefta
Nefta este un oraș-oază din Tunisia, cu cca 20.000 locuitori.

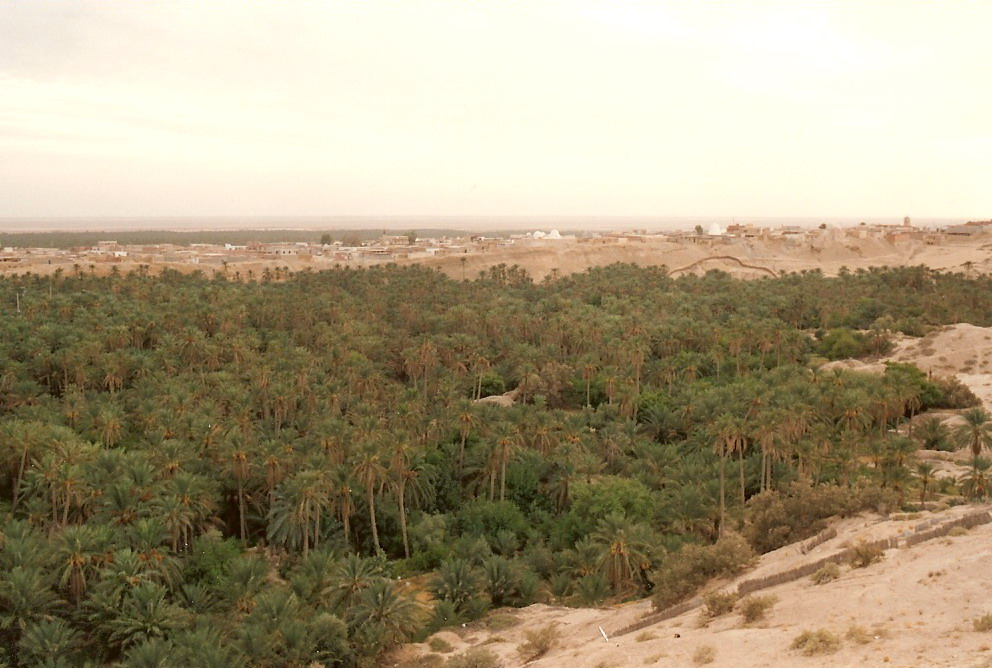
Nefta (La Corbeille)

## Oaza Nefta
Oaza Nefta se întinde între dealuri deșertice și dune, la 400 km sud-vest de Tunis, la colțul nord-vestic al depresiunii saline numite Chott Djerid. Nefta este o stație fertilă în drumul caravanelor deșertului și un centru religios pentru pelerinii Sufi, care asigură un loc de popas păsărilor migratoare în drumul lor spre și dinspre continentul african. Aprovizionată de mai mult de 150 de izvoare, oaza are ca vegetație predominantă curmalii.

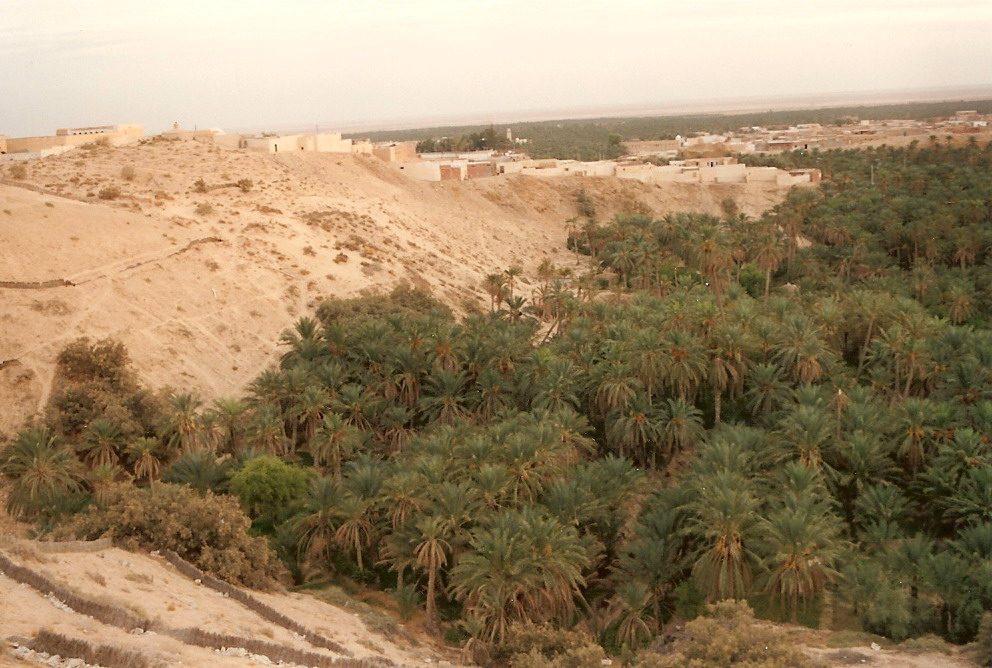
Nefta (La Corbeille)

### Legenda apariției oazei
Legenda spune că primul izvor de apă dulce care a țâșnit din Pământ după potop, a fost descoperit la Nefta de către Kostel, unul din strănepoții lui Noe. Din acel izvor s-a dezvoltat o oază fertilă care astăzi se cuibărește printre dealurile sterpe și mișcătoare din vestul Tunisiei. Un petic verde surprinzător într-o mare de nisip, Nefta domină partea sudică a unei vaste depresiuni saline cunoscută sub numele de Chott Djerid.

### Situația reală a surselor se apă
În timp ce soarele aspru al deșertului mistuie terenul înconjurător, din solul Neftei izvorăsc ape dulci. Lichidul prețios iese la suprafața prin 152 de izvoare care sunt aprovizionate nu de ploile locale neglijabile, ci de apa din dealurile îndepărtate. Aceasta se infiltrează în nisip până ajunge la un strat de rocă poroasă, apoi se scurge orizontal sub deșert.
Acolo unde stânca poroasă încărcată de apă se întinde aproape de suprafața deșertului, așa cum se întâmplă la Nefta, izvoare sub formă de fântâni arteziene străbat nisipul și irigă pământul. În total, mai mult de 950 ha de deșert au fost fertilizate prin intermediul fântânilor arteziene ale Neftei. În anii '60, aceste izvoare naturale au fost completate de izvoare artificiale.
Imediat în nordul oazei se află o depresiune cu palmieri numită La Corbeille, care în limba franceză înseamnă „coșul deschis”. Aici, apa de izvor țâșnește afară din duzini de crăpături și fisuri ale pantelor maronii abrupte ale acestei depresiuni în formă de crater.

### Centru religios
Timp de mai mult de o mie de ani, Nefta a fost un important centru religios pentru o sectă islamică numită Sufi. Fondatorul acestui centru, Sidi Ibrahim, a sosit la Nefta curând după cucerirea musulmană a regiunii din anul 650 d.C. Țelul său era descoperirea singurătății de care avea nevoie pentru studiul cărții sfinte a Islamului, Coranul, și pentru contemplarea voinței lui Allah.